# Jacob Burckhardt

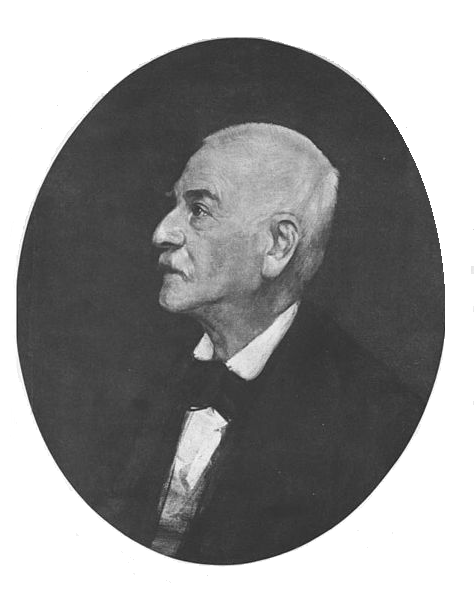
Jacob Burckhardt (după 1890)

Jacob Christoph Burckhardt (n. 25 mai 1818, Basel, Cantonul Basel-Oraș, Elveția – d. 8 august 1897, Basel, Cantonul Basel-Oraș, Elveția) a fost unul dintre cei mai importanți istorici elvețieni ai culturii, specializat în istoria culturii europene. Printre cele mai importante opere ale sale se numără Cultura Renașterii în Italia (1860), față de terminologia căreia discursul academic actual se poziționează critic. Burckhardt a fost recent criticat și pentru vederile sale antisemite și referitoare la superioritatea rasei albe față de celelalte.

## Viața
S-a născut în 1818, în Basel, fiind al patrulea din șapte copii. Provenea dintr-o veche familie din Basel. Mai mulți dintre strămoșii săi fuseseră teologi, printre care și tatăl său, Jacob Burckhardt, care era paroh al bisericii reformate din Basel. În casa părintească și la școală a primit o educație umanistă cuprinzătoare, fiindu-i dezvoltate cunoștințele de franceză, italiană, limbi clasice și încurajate înclinațiile literare și istorice.
În orașul natal a început în 1837 să studieze teologia evanghelică, pentru a îndeplini dorința tatălui său. S-a ocupat în paralel de istorie și filologie, pentru a se muta după patru semestre la Universitatea din Berlin, unde s-a dedicat studiului istoriei, istoriei artei și filologiei.
Între 1839 și 1843, i-a audiat în Berlin pe Leopold von Ranke, Johann Gustav Droysen, August Böckh, Franz Kugler și Jacob Grimm, printre alții. Aici a făcut cunoștință și cu Bettina von Arnim. În vara lui 1841 a petrecut un semestru la Bonn, unde s-a alăturat mișcării romantice târzii Maikäferbund (traducere literală în română Uniunea cărăbușilor), condusă de Gottfried Kinkel.
Datorită a două lucrări inspirate de Ranke, despre Karl Martell și Konrad von Hochstaden, Burckhardt a primit in absentia doctoratul de la Universitatea din Basel. Deja în anul următor, al a primit calificarea de a preda în învățământul superior (în germană Habilitation) istoria și a devenit cadru universitar în 1845 (în germană Ausserordentlicher Professor).
În anii de după 1844 Jacob Burckhardt a lucrat intermitent ca redactor politic la un ziar conservator din Basel. În 1845 a întrerupt prima dată această activitate, pentru a renunța complet la ea, întrucât articolele sale despre starea tensionată a Elveției erau controversate. Între 1846 și 1848 a petrecut de două ori mai multe luni în Italia și a locuit între timp în Berlin, unde a contribuit la redactarea lucrării Brockhaussches Konversationslexikons (română Enciclopedia Brockhaus).
Din 1855 până în 1858 a fost profesor universitar pentru arheologie la Eidgenössisches Polytechnikum din Zürich (astăzi ETH Zurich). În 1858 a preluat la Universitatea din Basel profesura de istorie și istorie a artei, post pe care l-a păstrat până în 1893. De atunci înainte, s-a concentrat pe cursurile sale, care la început au acoperit toate epocile culturii europene, pentru a se rezuma după 1886 doar la istoria artei. În paralel și-a întărit reputația de vorbitor prin diferite conferințe publice. Chiar și Friedrich Nietzsche, care se mutase de la Leipzig la Basel, fiind cel mai tânăr profesor universitar al Germaniei, și avea deja la 24 de ani reputația de excepțional filolog, l-a descris pe Burckhardt drept „marele, cel mai mare profesor al nostru”
În 1872, a refuzat invitația Universității din Berlin de a deveni urmașul lui Ranke. Burckhardt a dedicat ultimii  30 de ani din viață activității pedagogice în Basel, fără să publice alte opere în acest interval de timp. 
Printre studenții săi a fost și istoricul artei Heinrich Wölfflin. În 1886, a renunțat la catedra sa, continuând pentru următorii șapte ani să țină cursuri de istoria artei la universitate. A murit la 8 august 1897, la 79 de ani, necăsătorit și fără a lăsa copii în urmă.

## Opere
- Burckhardt, Jacob, Considerații privind istoria universală (traducere de Mihaela Zaharia), 1999, Editura Antaios.
- Burckhardt, Jakob, Cultura renașterii în Italia, 2000, Editura Minerva.
- Burckhardt, Jakob : Die Zeit Constantin`s des Grossen, 1853, Ed. A. Seemann, Leipzig.